# Dysphania lunulata
Dysphania lunulata là một loài bướm đêm trong họ Geometridae.